# Montieri
Montieri település Olaszországban, Toszkána régióban, Grosseto megyében. Lakosainak száma 1194 fő (2023. január 1.). Montieri Castelnuovo di Val di Cecina, Chiusdino, Monterotondo Marittimo, Roccastrada, Massa Marittima és Radicondoli községekkel határos.

## Fekvése
Bauchoventól  nyugatra fekvő település.

## Története
Montieri etruszk eredetű település. Nevét 896-ban említették először, amikor a Toszkánai Alberto Riccio márki a földterületet, beleértve a bányákat is Volterra Arboino püspöknek ajándékozta: Volterra ez időtől a püspökök uralma alatt maradt mintegy négy évszázadon keresztül.
Montieri ásványlelőhelyei (ezüstbányái) által vált gazdaggá.
Montieri első településformái a tizenharmadik század eleje körül alakultak ki, valószínűleg az Ugorazi és Bruccardinemesi családok (hivatalnokok, várőrség) leszármazottaiból, kiket még a püspökség telepített ide a vár őrzésére.
A 13. század közepe táján pénzverési jogot is kapott Volterra Pagano püspök által.
1326-ban miután Massetani elfoglalta és elpusztította, a vár jelentősége visszazuhant. 1364-ben a falakat lebontották, 1371-ben átépítették. A tizenharmadik század végére egy általános hanyatlás következett be; A tizenötödik században a gazdasági tevékenységet a mezőgazdaság, a gazdálkodás és az erdőhasználat alkotja.
1555 után a sienai köztársasághoz tartozó Montieri a Medici Nagyhercegség része lett.

## Nevezetességek
- Városháza
- Szent Pál és Szent Mihály Plébániatemplom
- Szent Bartolomeo és Boccheggiano Templom
- Szt. Biagio a Gerfalco Templom
- Szent Mihály és Szt. Szilveszter Templom
- Szt. Ferenc templom
- Szent Ágoston-templom
- Szent Anna Kápolna Montieri

## Galéria

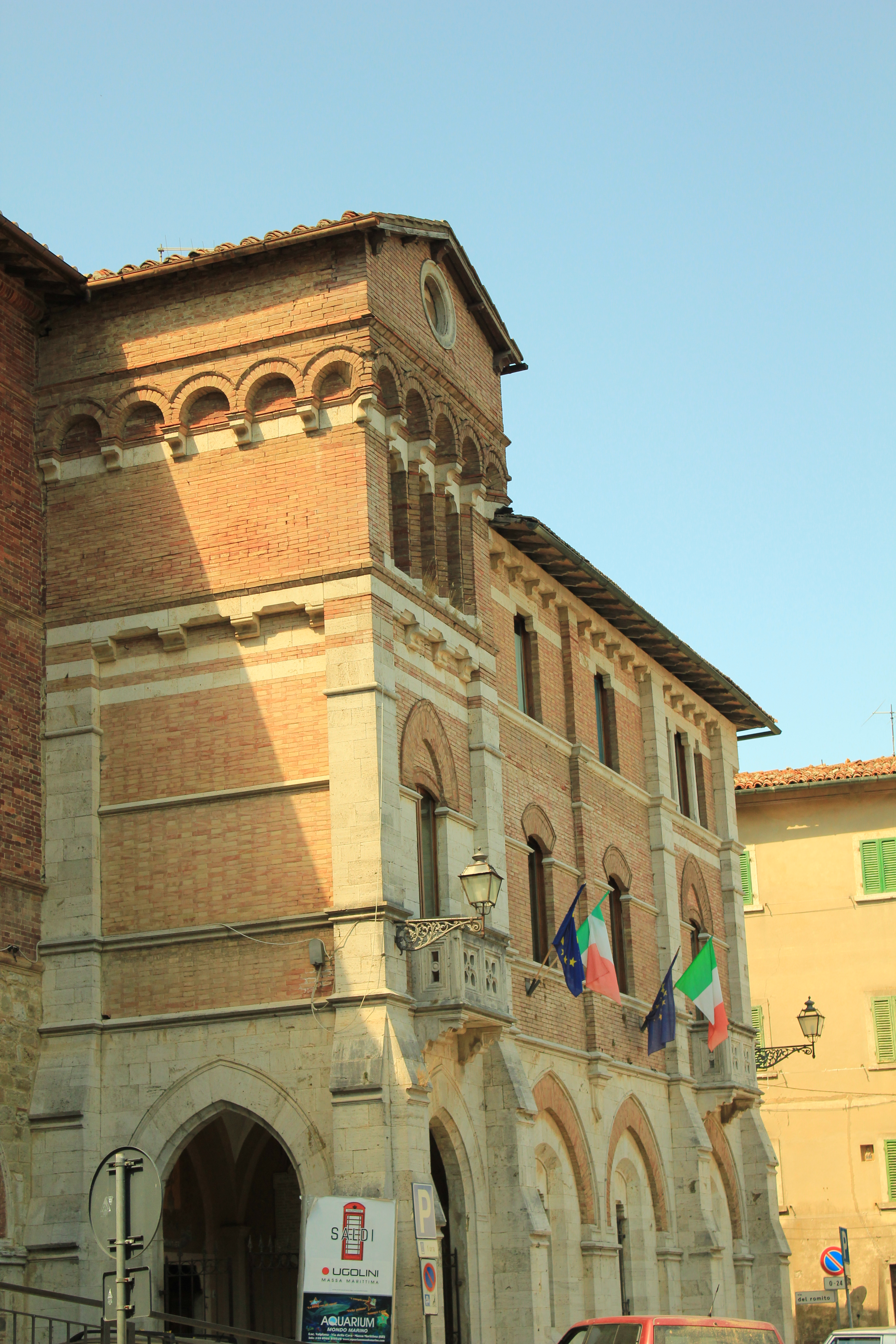
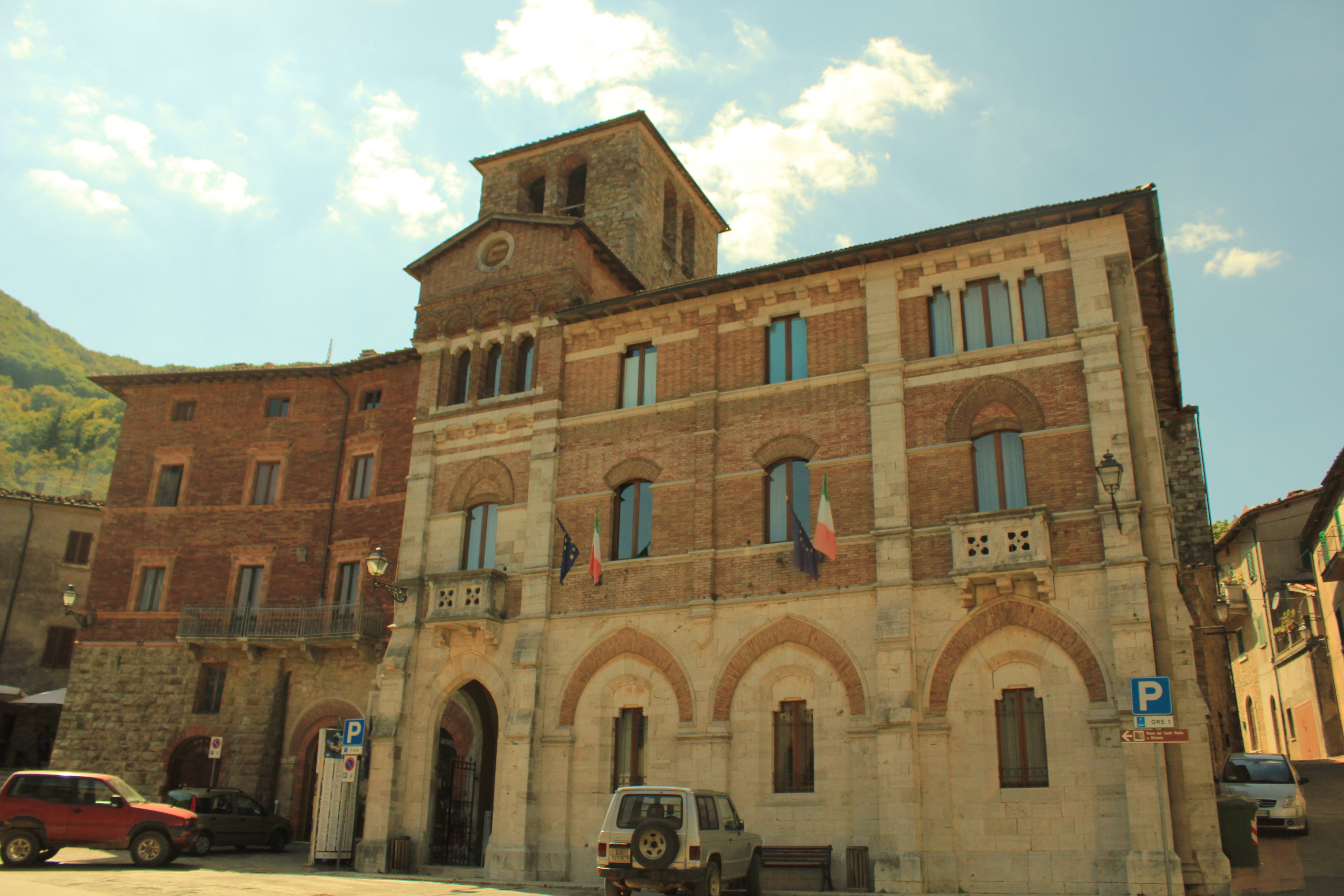
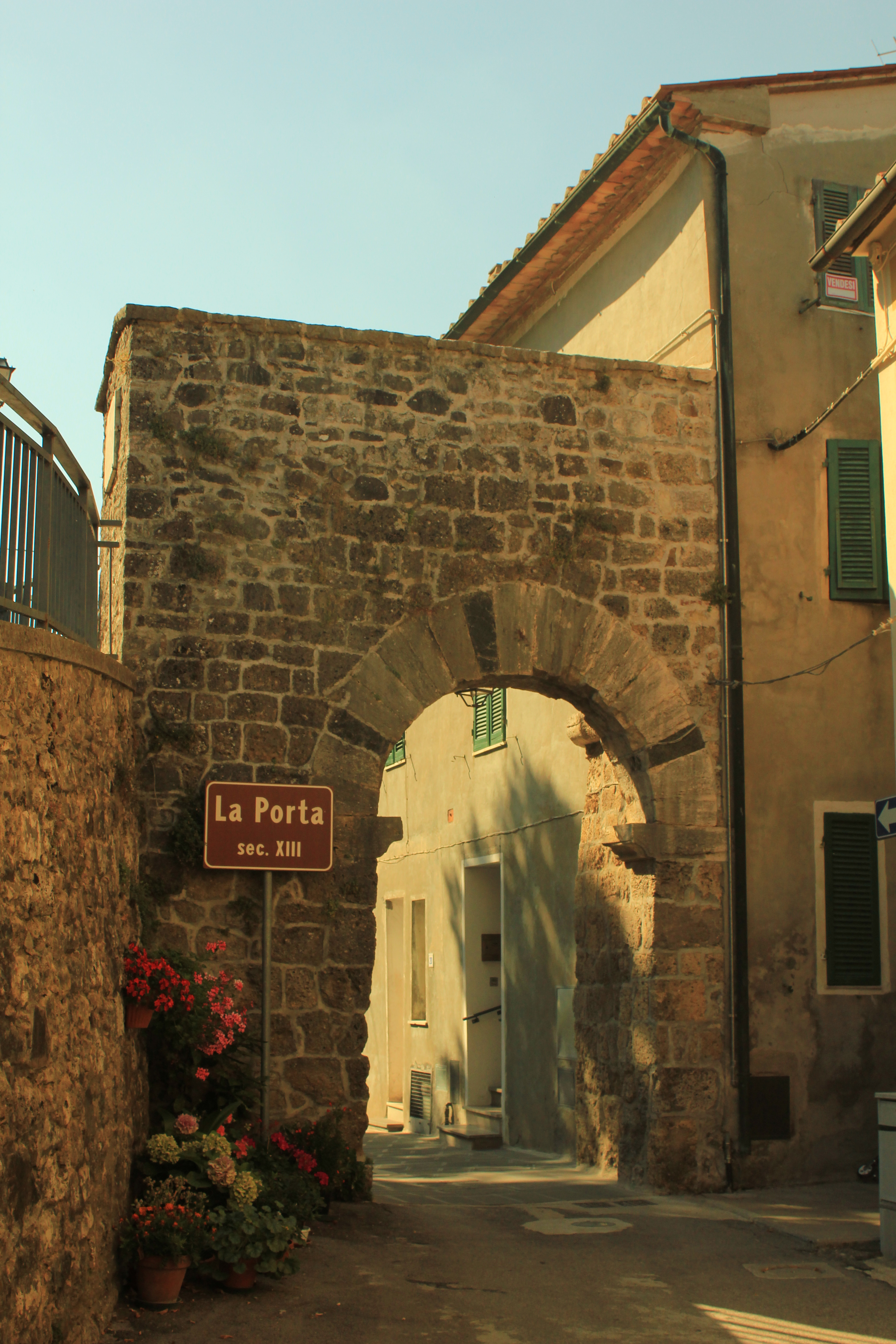
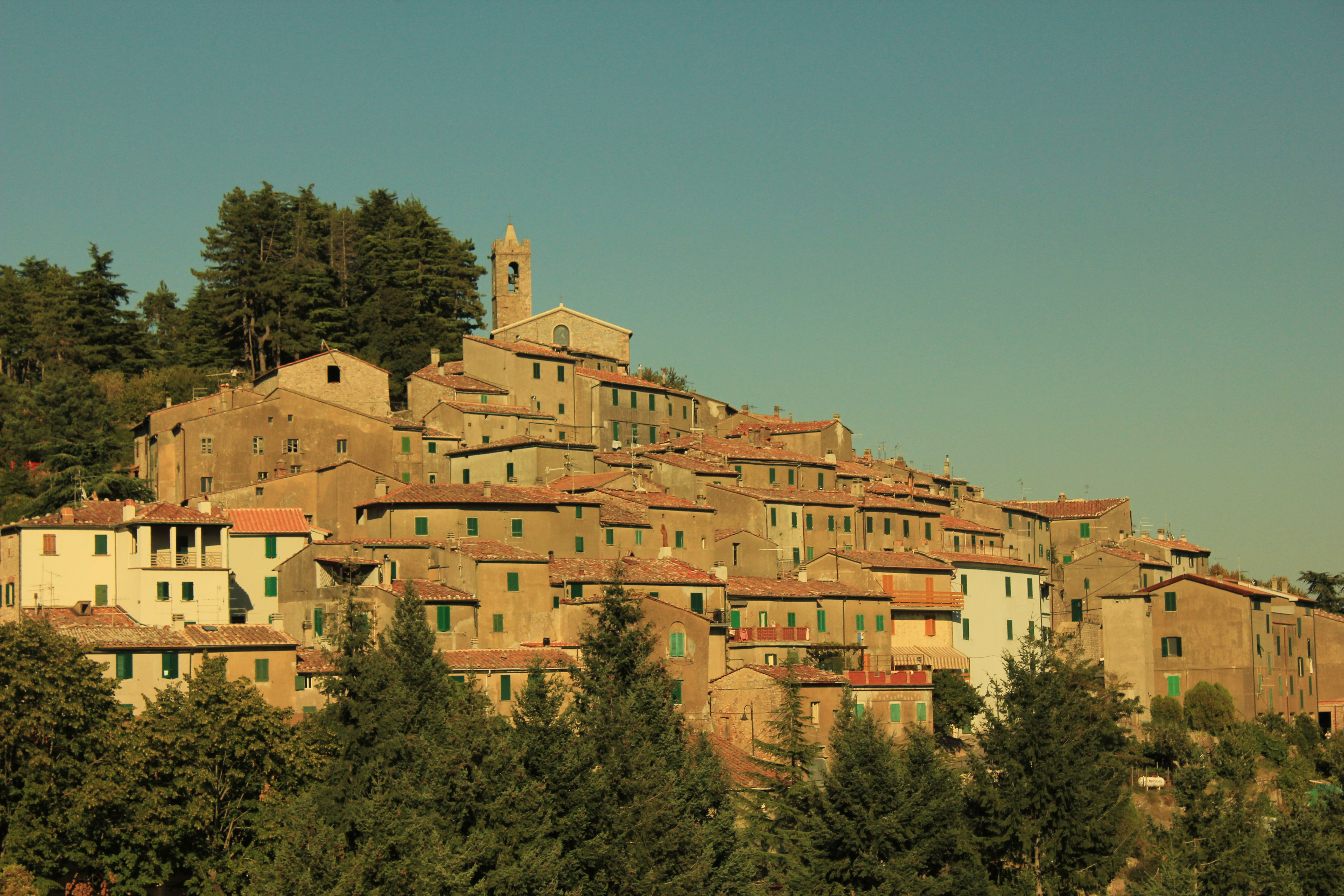
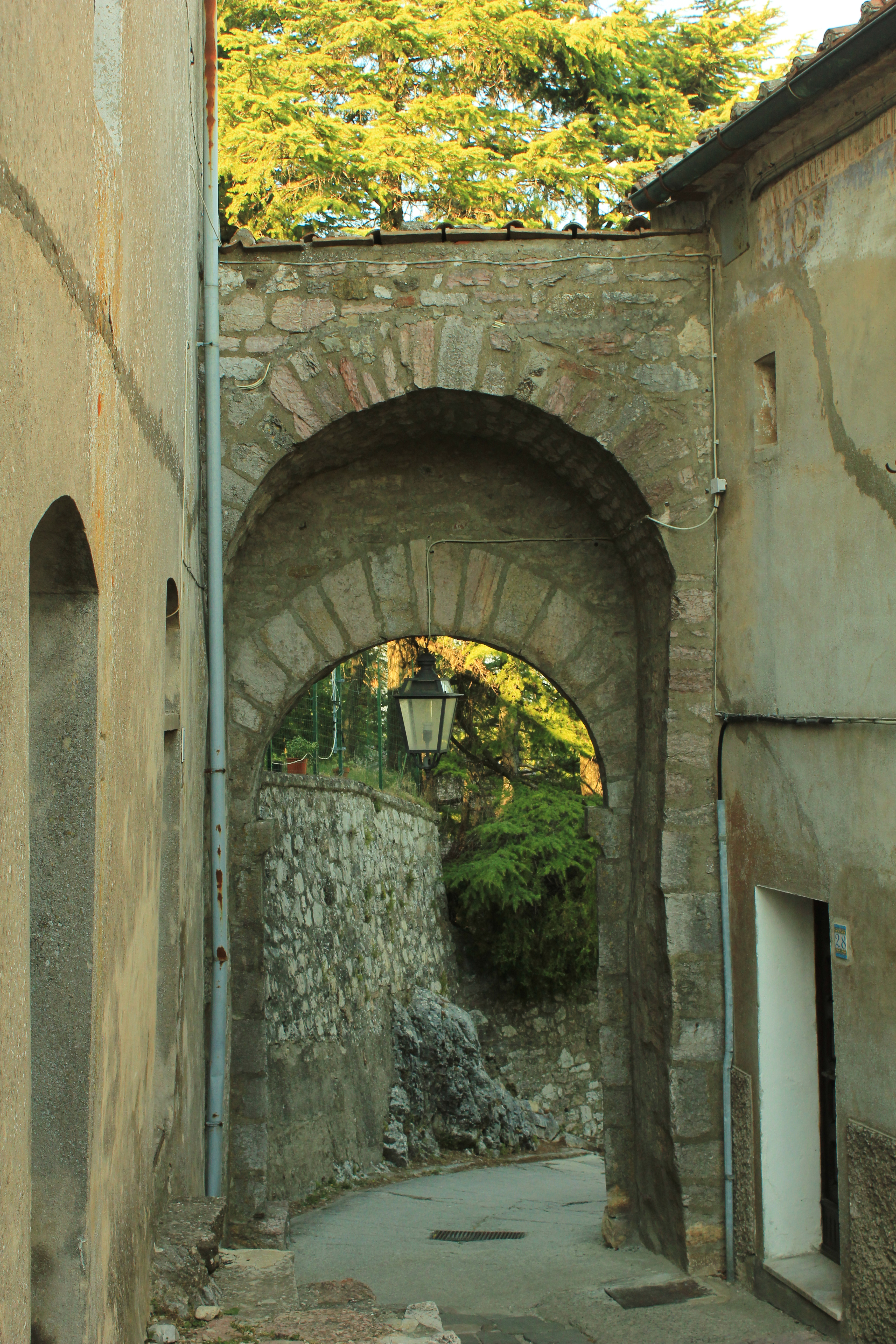
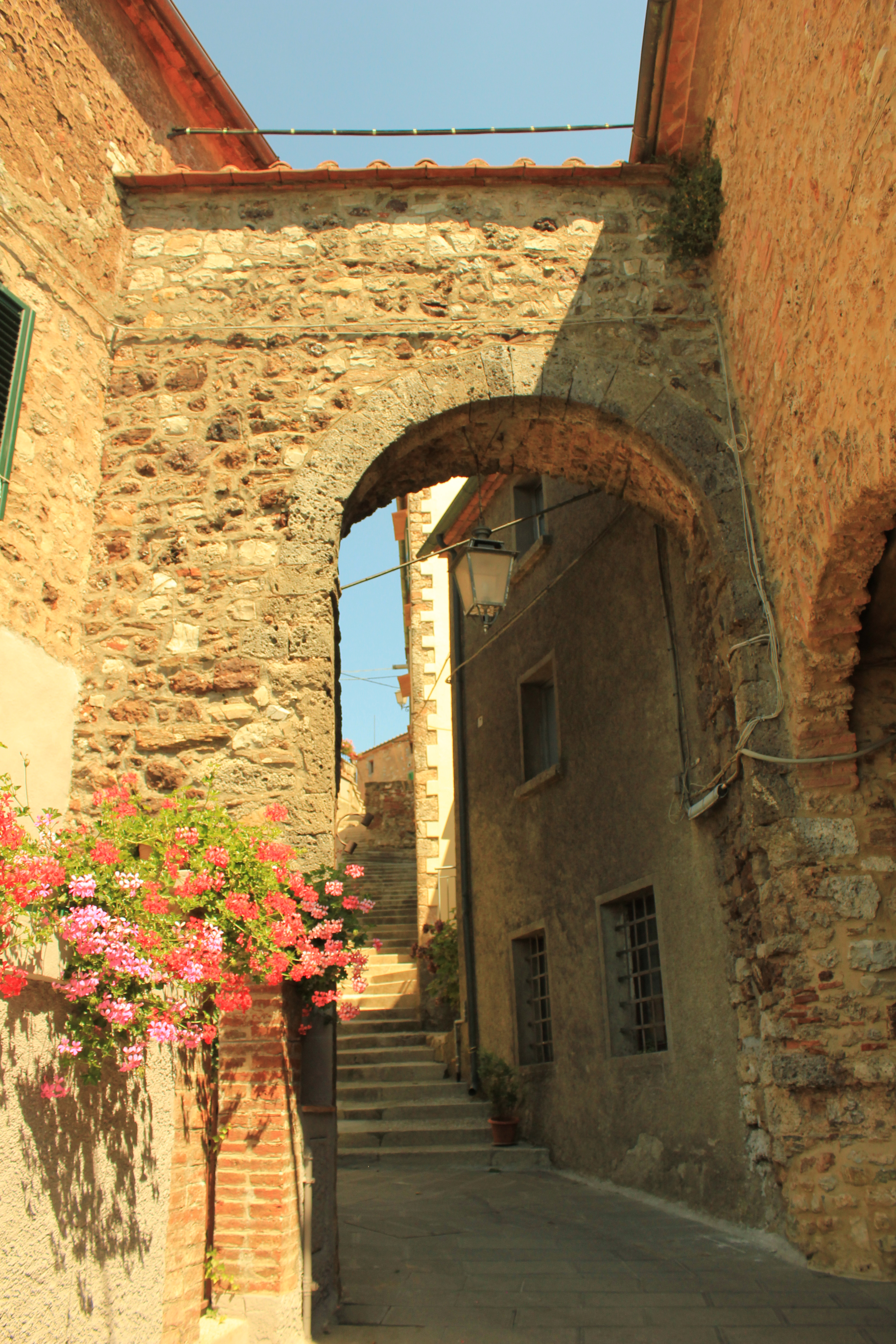

## Népesség
A település lakossága az elmúlt években az alábbi módon változott:
| Lakosok száma | 1186 | 1171 | 1194 |
|               | 2017 | 2018 | 2023 |